# Chlorek allilu
Chlorek allilu, 3-chloropropen, CH
2=CHCH
2Cl – organiczny związek chemiczny z grupy chlorowych pochodnych olefin. Jest lotną, łatwopalną, bezbarwną cieczą o charakterystycznym ostrym zapachu. Słabo miesza się z wodą. Dobrymi rozpuszczalnikami są alkohol etylowy i eter dietylowy. Wytwarzany jest w reakcji chlorowania propylenu. Jego jedynym producentem w Polsce są Zakłady Chemiczne Zachem S.A. w Bydgoszczy. Stosowany jest głównie w syntezie organicznej do wprowadzania grupy allilowej (CH
2=CHCH
2−), a także do produkcji leków, barwników, tworzyw sztucznych i środków owadobójczych oraz gliceryny.